# Kro
 Ikke at forveksle med Kro (organ hos fugle).
En kro eller gæstgiveri er et værtshus eller en lille restaurant på landet, hvor der serveres traditionelle egnsretter. Nogle kroer har også hotelvirksomhed og tilbyder kroferier for private eller kroophold til konferencer. Nord for Ejderen i Sønderjylland kaldes kro også for krog. Kroen ligger ofte midt i landsbyen eller ud til vandet oftest i forbindelse med en landevej eller en færge. Mange kroer har stadig betegnelsen "Færgekro", skønt færgedriften i de fleste tilfælde er indstillet. På film blev Hørby Færgekro foreviget, da færgeruten var åben, og inden kroen brændte ned og blev genopført.

## Historisk
Kroen var en af de tidlige foreløbere for restauranten. Kroer var spredt udover den antikke verden, langs med veje for at tilbyde mad og logi til folk som rejste mellem byer. Måltider blev typisk serveret ved et fællesbord til gæster. Men der var ingen menu eller andre muligheder at vælge imellem.
Kroer i Danmark er kendt siden 1400-tallet. Kongeligt privilegerede kroer havde særlige rettigheder. De måtte udskænke spirituøse drikke og indlogere gæster. Den 10. maj 1912 blev Beværterloven ændret, og betegnelsen "kongelig privilegeret" samt kongelige symboler måtte fremover ikke anvendes af kroerne.